# Killing Joke
Killing Joke (Кіллінг джоук, укр. Убивчий жарт) — англійський рок-гурт, заснований в жовтні 1978 року в Лондоні. До оригінального складу входили Джеремі Джез Коулман (Jeremy Jaz Coleman) — вокал, клавішні, «Біг» Пол Фергюсон («Big» Paul Ferguson) — ударні, Кевін «Джорді» Валкер (Kevin «Geordie» Walker) — гітара і Мартін «Юс» Гловер (Martin «Youth» Glover) —  бас.
Важкий пост-панк Killing Joke стояв у витоків індустріального року 80-х років. В своєрідному «квазі»-металі, з танцювальними і водночас, песимістичними звуками поєднувались елементи індастріалу, глему та готичного року, на фоні підкреслено жорсткого вокалу Коулмана.
Творчість Killing Joke вплинула на багато інших гуртів і виконавців, таких як, Metallica, Nine Inch Nails і Soundgarden. Коулман і Джорді були єдиними постійними членами групи.

## Історія гурту

### Створення гурту і перші альбоми (1978—1982)
«Біг» Пол Фергюсон був ударником в гурті Mataya Clifford (відомий ще як Мат Stagger), коли відбулася його зустріч з Джезом Коулманом у Ноттінг-Хіллі (Лондон). За словами Коулмана, обидва без розмов зрозуміли, що вони призначені, щоб грати музику разом, музику, яку Фергюсон пізніше описав як «звук блювоти землі». Протягом короткого часу Коулман грав на клавішних у цій команді, але вже у жовтні 1978 року він і Фергюсон пішли, щоб сформувати Killing Joke. Розмістивши оголошення в Melody Maker, що містило заклик: «Хочете стати частиною Вбивчого жарту? Тотальна публічність, тотальна анонімність, тотальна експлуатація!» — вони  привернули гітариста Кевіна «Джорді» Уокера і басиста Мартіна «Юс» Гловера. За словами Коулмана, їх маніфестом на той час було «визначити вишукану красу атомного століття з точки зору стилю, звуку і форми» .
Щодо назви гурту Коулман пояснив: "вбивчий жарт, це коли люди дивляться щось на зразок Monty Python на телебаченні і сміються, хоча насправді вони сміються над собою. Це як солдат Першої світової війни в траншеї. Він знає, що його життя спливає, і що протягом найближчих десяти хвилин він може померти … а потім раптом він розуміє, що знаходиться під впливом якоїсь курви з Вестмінстера — "Чому я роблю те, чого не хочу? Я не хочу нікого вбивати, я перебуваю під контролем «.»
До вересня 1979 року, незадовго до виходу дебютного EP, Turn to Red,  Kiling Joke заснували лейбл Malicious Damage, залучивши до цього художника-графіка Майка Коулза (Mike Coles) та підписали контракт з компанією Island Records, яка займалася релізами до того часу, поки Malicious Damage не перейшов на E.G. Records з релізами через Polydor від 1980-го року. Пісні Killing Joke та ранні сингли були примітивним панк-роком, іноді з домішками електроніки. Turn to Red привернув увагу легендарного DJ-я Джона Піла (DJ John Peel), який цікавився музичними командами з незвичним звучанням і завдяки якому гурт часта звучав у ефірі. Перший EP мав перевидання, а музичний журнал NME, в концертному огляді, заявив, що "їх звучання нагадує ранній Siouxsie and the Banshees без захопливої, аморальної уяви. Щодо їх живих виступів, було сказано, що «лише Джаз демонструє жвавість на сцені, який нахилився над синтезатором, роблячи набіги як неандерталець, охоплений жестикуляцією, наче скажений».
Їхній дебютний сингл Wardance/Pssyche преса схарактеризувала як «важку танцювальну музику». Гурт змінив своє звучання на щось щільніше, агресивніше, і більше схоже на хеві-метал. Їх дебютний альбом Killing Joke вийшов у вересні: гурт навіть деякий час думав назвати його «Завтрашній світ» («Tomorrow's World»). Проте в пресі їх почали критикувати за відсутність нового матеріалу, оскільки на стороні Б (b-side) синглів замість нових пісень часто з'являлися ремікси. Гурт волів продовжувати роботу в студії і випустив What's THIS For...! всього через дев'ять місяців після «Killing Joke», в червні 1981 року. Для «What's THIS For…!» вони найняли звукорежисера Ніка Лонея (Nick Launay), який раніше записував гурт PIL. В цей час Killing Joke гастролюють по всій Великій Британії, привертаючи до себе увагу як фанів постпанку, так і  важкого металу, завдяки таким синглам, як «Follow the Leaders» (1981).
Killing Joke також прославився різними провокаціями, що виникали через їх постери. Як правило, зображення, що з'явилися на альбомах і на сцені, під час живих виступів, були дивні, потенційно шокуючі та збудливі. Критики відзначали чорний гумор і використання шокувальної тактики, в музичному і візуальному поєднанні, щоб викликати відповідну реакцію аудиторії. Вже на обкладинці першого альбому синглів 1980-х «Wardance»/«Pssyche» можна було побачити Фреда Астера (Fred Astaire), який танцює на полі битви. На іншому постері була справжня фотографія німецького аббата Альбана Шахляйтера, помилково прийнятого за римського Папу Пія XI, що благословляв салютуючих йому нацистських солдат, через що концерт групи був заборонений у Глазго, Шотландії. В цей час деякі журналісти з NME були обурені на Kiling Joke і писали, що їх музика включає деякі фашистські тенденції, хоча насправді мав місце чорний гумор, іронія і цинізм музикантів.
У 1982 році в Німеччині, разом з продюсером Конні Планком (Conny Plank), що раніше працював з Neu! й Kraftwerk) — гурт записав альбом Revelations. Альбом був підтриманий парою виступів на радіо BBC «The John Peel Show» і зайняв місце на британському телешоу Top Of The Pops з синглом «Empire Song». Тоді вперше одна з їхніх платівок увійшли в топ-20-ку Великої Британії: Revelations піднімався до номера 12 і тримався кілька тижнів у списку. Члени групи, особливо Коулман, стали занурюватись в окультизм, зокрема у твори окультиста Алістера Кроулі. У лютому того ж року, Коулман, а незабаром і Джорді переїхали до Ісландії, щоб пережити апокаліпсис, настання якого Коулман передбачав найближчим часом. Перебуваючи в Ісландії, Колман і Джорді працював з музикантами з групи Þeyr над проєктом Niceland. «Юс», який залишився в Англії, покинув гурт через кілька місяців. Спочатку він започаткував гурт Brilliant разом з Фергюсоном, але той покинув проєкт і вирушив до Ісландії, щоб возз'єднатися з Killing Joke та новим басистом Полом Равеном (Paul Raven).
Незабаром оновлений Killing Joke, в співпраці з Конні Планком, записав сингли: «Birds of a Feather / Sun Goes Down / Flock the B-Side» та «Ha!» — шеститрековий ЕР живого концерту, записаного в прямому ефірі Larry's Hideaway у серпні в Торонто.

### Зрушення в бік комерційного звучання (1983—1988)
«Fire Dances» (1983), містив музику, що була трохи артистичнішою і спокійнішою, ніж раніше, але ще містила специфічні ударні. Ця тенденція продовжилась на не-LP синглах «Me or You?», «Eighties», «A New Day» (1984), де останній  йшов з музичним відео. «Eighties» позначив зміну напрямку з приходом продюсера Кріса Кімсея (Chris Kimsey), який раніше працював з The Rolling Stones та Led Zeppelin.
Надалі, в музиці гурту стають помітні елементи стилю поп, а Коулман пом'якшує жорсткість вокалу — Killing Joke розвинули варіант нової хвилі в своєму п'ятому альбомі «Night Time» (1985), з яким вони досягли вражаючого успіху. В чарті синглів Великої Британії пісня Love Like Blood посіла 16-те місце, а в Європі навіть досягла 5-го місця в Нідерландах і 8-го у Бельгії
Killing Joke, як і раніше записуються на E.G. Records, проте завершують співпрацю з Polydor, щоб підписати контракт з Virgin.
Музика у Brighter Than a Thousand Suns (1986), була загалом подібною за звучанням і настроєм до «Love like Blood». Після успіху Night Time, група вирішила ще раз залучити Кімслея до підготовки нового альбому. Попри присутність не менш агресивного і важкого звучання у Brighter than a Thousand Suns (в порівнянні з їх старими роботами), в цілому, були наявні музичні розбіжності, що й призвели до розбіжностей серед слухачів. Велика кількість суперечок між прихильниками і критиками призвела до появи думок про: наявність певного тиску з боку E.G. Records на гурт, з метою створення комерційнішого звуку; актуальність такого звучання для тих, хто почувався комфортніше слухаючи їхні перші, пост-панківскі пісні. Таким чином, запис відзначився комерційним провалом, в порівнянні з попереднім роботами — не досягнувши Топ 50 в чартах Великої Британії Однак, окремо вийшли два сингли з цього альбому — «Adorations» (який ледь не потрапив у UK Top 40) і «Sanity» — а сам гурт продовжував успішно гастролювати до кінця року.
У 1987 році група почала працювати над новим альбомом, який був представлений Коулманом і Джорді як студійний проєкт для решти групи. Равен взяв участь в роботі сесій, але був незадоволений результатом, і зрештою попросив видалити своє ім'я зі списку творців альбому.Фергюсон записував партію ударних в Берліні, але через неспроможність записати точні тайминги, версію, яку Пол Равен пізніше забракує — Коулман наполіг на його звільненні. «Я знаю Пола і коли він щось робить, то робить це належним чином. Якщо щось не так, то він доводить це до кінця.»Напруженість зрештою призвела до звільнення обох музикантів з гурту. Ударні сесії взяв на себе Джиммі Коплі, а перкусію — Джеф Скантлебурі (Jeff Scantlebury).
В результаті цього альбом Outside the Gate (1988) став найсуперечливішим результатом команди Kiling Joke, через невиразні партії синтезаторів та якість матеріалу в цілому. Sounds висловились щодо альбому: "Це важкий, непереконливий LP, який у всьому провальний, але його найелементарніші посили  досягли своєї мети — не вразили нас і залишили по собі кислі відчуття. " NME розділяє цю точку зору і описує його як «приватний сніданок ідей, що зображають бідного старого Джаза, який пробирається сипучими пісками зі спадаючими з нього джинсами. Гірше того … він, здається, блукає по колу». Outside The Gate — альбом з нехарактерним для Killing Joke звучанням, що побудований навколо оркестрових клавіатур Коулмана, замість характерних гітарних рифів Джорді, яких не чути в кінцевому міксі. Два сингли з альбому, «America» та «My Love of This Land», були видані окремо, але мало що зробили для поліпшення його стану, хоча на бі-сайдах були присутні концертні версії старого матеріалу. Для відео залучались Коулман, Джорді з ударником Джиммі Коплі й сесійним басистом Джеромі Рімсоном (Jerome Rimson), який, фактично, ніколи не записувався з командою.Через два місяці після виходу альбому Virgin розірвав контракт з Kiling Joke. Також припинилась їх співпраця з E.G. label.
19 вересня 1987 року Коулман  виступив з лекцією в Інституті Курто в Лондоні, де пояснив своє бачення ще не виданого альбому Outside the Gate, торкаючись нумерології й окультизму. Джорді й ударник Джефф Скантлебурі, в свою чергу, забезпечили мінімальний музичний супровід до виступу. Запис лекції вийшов під назвою «Розмови у Курто» (The Courtauld Talks) під лейблом Invisible Records Мартіна Аткінса в 1989 році.

### Зміни складу, альбом «Extremities, Dirt & Various Repressed Emotions» (1989—1991)
Наприкінці 1988 року Коулман і Джорді шукали повноцінних (не сесійних) басистів і ударників. Спочатку до Kiling Joke приєднався ударник Мартін Аткінс (Martin Atkins), що здобув популярність у Pil. Проте, пошук бас-гітариста виявився складнішим. Колишнього учасника Smiths, Енді Рурка (Andy Rourke), прийняли на роботу, проте звільнили вже за три дні. Зрештою, група зупинилася на валлійському бас-гітаристові Дейвові «Тейф» Беллі (Dave «Taif» Ball) і зіграла свої перші за майже два роки концерти у грудні 1988 року. На них вони використовували найкращі свої роботи періоду 1980—1985 років, поряд з потужним новим матеріалом, що забезпечував усталене суворе звучання. Турне тривало по всій Великій Британії, Європі і США до серпня 1989 року, коли гурт взяв перерву, для запису свого нового матеріалу в Німеччині та надання часу Коулману для запису в 1991-му альбому «Songs from the Victorious City» з Енн Дадлі (Anne Dudley) колективу Art of Noise.
З причин, які залишаються незрозумілими, німецькі сесії Killing Joke були відкладені на полицю, і басист Тейф покинув гурт, а його замінив старий учасник Равен. Змінений склад наново почав записуватись, цього разу у Лондоні, внаслідок чого й з'явився восьмий альбом Killing Joke, жорсткий  Extremities, Dirt & Various Repressed Emotions, вийшов на німецькому лейблі Noise International у 1990 році. Він включав декілька гучних, жорстких і найважчих композицій, що коли-небудь з'являлися у записах Killing Joke до цього, хоча в них і залишався прогресивний музичний дух двох попередніх альбомів. «Money Is Not Our God» — виступав провідним синглом. Гурт ще раз здійснив тур Європою і Північною Америкою, але до середини 1991 року перспективи нового складу були вичерпані. Коулман емігрував до Нової Зеландії, щоб жити на віддаленому острові Тихого океану, а Killing Joke вступив у період затишшя.
В цей період гурт жодного разу офіційно не повідомляв про свій розпуск, проте явно розколовся, бо кожний його член переслідував власні музичні інтереси.
Джорді одружився і переїхав до Детройта, рідного міста своєї дружини. Він навіть пройшов випробування у гурті  Faith No More на місце звільненого гітариста Джимі Мартіна, але вирішив передати цю можливість іншому. Пол Равен заснував The Hellfire Club, а потім вступив до лав Нью-Йоркської метал-команди Prong. Мартін Аткінс був зайнятий гастролями й записами свої нової групи Pigface.

### Возз'єднання з Гловером та період Butterfly (1992—1996)

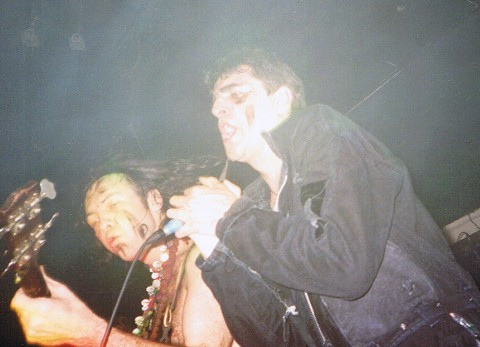
«Юс» та Коулман (1994)

У 1982 році відбувається вихід антології творчості Kiling Joke під назвою «Laugh? I Nearly Bought One!» Для цього Коулман залучив Джорді, який, своєю чергою припустив, що вони можуть реформувати гурт, якщо привернуть до цього й Мартіна «Юс» Гловера. (Мартін Гловер, на той час, вже був відомим продюсером.) У тому ж році виходять два сингли (на касеті і CD) «Change» і «Wardance» — перевидання реміксованих «Юсом» ранніх пісень Kiling Joke.
У 1993 році Коулман взяв участь у виході дебютного альбому «Churn» Новозеландського гурту Shihad (ударник цього гурту Том Ларкін, пізніше відмітиться в деяких піснях альбому Pandemonium.) Але через фінансову суперечку відносини між Колманом і Shihad зіпсувалися.
Killing Joke в цей час також подав до суду на гурт Nirvana, стверджуючи, що рифи для пісні «Come As You Are» були скопійовані з рифів на пісню «Eighties».Позов був скасований після самогубства фронтмена Nirvana Курта Кобейна.
Перезапущений Killing Joke випустив два сильних і добре зустрінутих альбоми — Pandemonium та Democracy, на лейблі Butterfly Recordings, власником якого був «Юс». Гурт продемонстрував своє бачення, що полягало в поверненні назад, до простіших аранжувань їхніх ранніх альбомів, і водночас використав надбання сучасного звуку, відповівши на виклик нових груп та заради власного розвитку. Сингл «Millennium» увійшов у Топ 40 Великої Британії, а сам альбом Pandemonium у Топ 20.
Заголовний трек Pandemonium був  виданий як сингл і увійшов у Топ 30 Великої Британії. 1995 року група записала пісню «Hollywood Babylon» для саундтреку фільму Showgirls Пола Верховена. В Democracy (1996) використано вдало заміксовану акустичну гітару, завдяки чому звучання колективу сприймається як «більш подібне до концертного». Заголовний трек також вийшов як сингл і потрапив до Топ 40 у Великій Британії. Значна частина Pandemonium і увесь альбом Democracy означені сесіями ударника Джеффа Дугмора (Geoff Dugmore). Він також грав наживо з гуртом протягом усього цього періоду. З 1994 по 2005 (протягом 11 років) клавішні та програмування взяв на себе Нік Холівел-Вокер (Nick Holywell-Walker), відомий роботою над Democracy та XXV. «Юс» відмовився від живих виступів на початку туру в підтримку Democracy і його замінив Трой Грегорі (Troy Gregory), колишній учасник Prong.
Після туру Democracy гурт зробив перерву. Коулман і «Юс» підготували низку добре прийнятих оркестрових рок-альбомів, оснований на музиці таких легенд як Led Zeppelin, Pink Floyd й The Doors. Джез працює композитором для симфонічних оркестрів у Новій Зеландії та Чехії. Він, навіть, став чимось на зразок знаменитості в Чехії, бо дебютував в головній ролі  фільму Rok ďábla, (укр. Рік диявола) чеського режисера Петра Зеленки.

### Реформація, наступні два альбоми і смерть Пола Равена
У 2002 році Коулман, Джорді і «Юс» записали свій другий однойменний альбом зі спеціально запрошеним ударником Дейвом Гролом (Dave Grohl). Продюсирований Енді Гіллом (Andy Gill) альбом Killing Joke дістав широке визнання в 2003 році й був проголошений як потужний додаток до Extremities та інших нутряних альбомів 1990-х, і вважається одним з найкращих записів. 2003 року гурт виступив на найбільшому фестивалі просто неба в Європі (400000 — 500000 рок-шанувальників щороку) — Przystanek Woodstock в Польщі. Війна з терором і вторгнення в Ірак були названі основними факторами реформації гурту, що й знайшло відбиття в ліричному змісті більшої частини альбому, заснованому на темах війни, державного контролю та Армагеддону. Альбом наблизився до  Топ 40 Великої Британії і був найважчим на той момент. Він також породив два сингли: «Loose Cannon» (британський Топ 25 хітів) і «Seeing Red». Авторство всіх пісень приписують Коулману, Джорді, Говеру та Гіллу, хоча ім'я Равена також входить до списку музикантів на буклеті, відзначаючи повернення останнього до гурту після десяти років. Альбом супроводжувався турне по США, Європі та Австралії в 2003—2004 році, з екс-виконавцем Prong, ударником Тедом Парсонсом (Ted Parsons).
У лютому 2005 року Killing Joke, разом з Twin Zero і ударником гурту Sack Trick Беном Калвертом (Ben Calvert), відіграли два концерти підряд у Shepherds Bush Empire в Лондоні, щоб відзначити свій 25-річний ювілей. DVD і CD записи з цих концертів вийшли восени того ж року під назвою XXV Gathering: The Band That Preys Together Stays Together. У червні виходить ремастеринг і розширене видання Pandemonium і Democracy на лейблі Cooking Vinyl. За цим, в липні, з'являється перевидання їх перших чотирьох альбомів (Killing Joke Ха!) на лейблі EMI, який на той час тримав каталог записів E.G. Records. (Друга партія реміксів від EMI з'явиться аж у січні 2008 року.) Того ж року Реза Удхін (Reza Udhin) приєднався до гурту як клавішник (під час їх британського турне в підтримку Motley Crue), а потім вони почали роботу над своїм наступним альбомом в Празі. Саме в цей час внесок Killing Joke в світ рок-музики був визнаний загалом і вони здобули нагороду «Lifetime Achievement Award» (укр. Премія за життєві досягнення) на Kerrang Awards у 2005 році.Заради простоти і сирого звучання гурт записав новий альбом у "Пеклі" - підвальному репетиційному просторі Studio Faust Records, в Празі, де збирався для гри наживо, з мінімумом накладень. В результаті з'явився «Hosannas from the Basements of Hell», що вийшов в квітні 2006 року та потрапив до британського Топ 75.
Під час європейського турне, у квітні 2006 року, Равен приєднався до гурту Ministry і його тимчасово замінив Нейлл Браун (Kneill Brown). У жовтні було оголошено, що Коулмана обрали на посаду композитора-резидента Європейського Союзу. Як композитор-резидента його залучатимуть, щоб писати музику для особливих випадків.
На початку 2007 року, Killing Joke випустив три архівних колекції. По-перше, Inside Extremities, що був подвійним компакт-диском матеріалу, взятого з наробок гурту для альбому Extremities. Це були репетиції, рідкісні суміши, раніше нечуваний трек «The Fanatic», а також повне живе шоу з туру Extremities За цим вийшли Bootleg Vinyl Archive Volumes 1 & 2, кожен з яких являє собою музичний альбом із 3-CD бутлегових концертних записів наживо, вперше виданих на вінілі в 1980-х роках, а також концерт Astoria з туру Pandemonium, що його Kerrang! визнала одним з найбільших концертів всіх часів. Альбом 1990 року Extremities, Dirt & Various Repressed Emotions, який довго не друкувався, був перевиданий у переробленій формі.
20 жовтня від серцевої недостатності під час запису сесій в Женеві (Швейцарія), помер Пол Равен. На честь нього Коулман написав жал́обу для Англійця 21-го століття (The Night Raven, The Night Raven, the Tower and the Cenotaph). 2008 року вийшла друга партія альбомів Fire Dances to Outside the Gate у вигляді перевидання з бонус-треками.

### Повернення до витоків (2008—дотепер)
Після смерті Равена гурт возз'єднався в оригінальному складі: Коулман, «Юс», Джорді та Фергюсон. Коулман розповів журналу Terrorizer, як повертався Фергюсон після 20 років відсутності: «Всі зібралися, коли ми разом зустрілися на… похованні Равена. Кумедно те, як ця подія нас всіх об'єднала. Це змусило нас зрозуміти нашу смертність і наскільки є важливий Killing Joke для нас всіх».
Гурт зібрався в Гранаді (Іспанія), щоб підготувати світове турне, яке складалось з двох ночей в різних столицях світу і програми з чотирьох повних альбомів. Репетиції будуть увічнені у Duende — The Spanish Sessions. Перша ніч турне була присвячена їхнім першим двом альбомам: Killing Joke та What's THIS For...!; тоді як друга ніч означилась великими частинами Pandemonium, а також деякими ранніми одиночними записами, що вийшли ще на Island Records. Світове турне розпочалося у вересні в Токіо і закінчилось в Чикаго у жовтні.
У вересні 2008 вийшов альбом сеансів радіо записів The Peel Sessions 1979—1981 років. Уже вдруге всі 17 треків вийшли наживо у прямій трансляції.
Надалі гурт взяв участь у декількох фестивалях: All Tomorrow's Parties, Sonisphere у Кнебвурті; як хедлайнери на  Rebellion Festival в Блекпулі.2009 року вони також виступали на Isle Of Wight Festival, наступні за The Charlatans — фронтмен Тім Бургесс (Tim Burgess)
У жовтні та листопаді 2009 року гурт записав новий альбом 2010 року Absolute Dissent, відзначивши таким чином 30-річчя Killing Joke. Цьому передував EP Excelsis, що з'явився в червні 2010 року. У листопаді група отримала «Innovator Award» від Classic Rock —"The Classic Rock Roll of Honour Awards" 2010; їх нагороджував Джиммі Пейдж з Led Zeppelin, який заявив: «Я мусив прийти, щоб побачити групу, яка вразила, тому що звук гітари Джорді був дійсно сильним […], було дуже приємно почути щось подібне до 80-х років». Гурт також був відзначений Metal Hammer на під час їхнього щорічного нагородження, отримавши "The Album of the Year award" (укр. Нагорода за Альбом року) за Absolute Dissent.
У 2012 році група випустила альбом MMXII, який досяг 44 місця в UK Albums Chart вже в першій тиждень виходу. Це був найвищий показник, з моменту виходу однойменного альбому гурту в 2003 році, а також альбом увійшов у чарти по всій Європі.
У квітні 2015 року двома обмеженими тиражами вийшли подвійні платівки (LPs) під лейблом Record Store Day — Live At The Hammersmith Apollo 16.10.2010 Volume 1 та Live At The Hammersmith Apollo 16.10.2010 Volume 2, для незалежних музичних магазинів у Великій Британії.
23 жовтня гурт випустив свій п'ятнадцятий студійний альбом Pylon. Треклист містив десять пісень й подарункове видання, зі ще п'ятьма додатковими треками. Для просування запису, Kiling Joke вирушив у турне, приурочене до 9-ї річниці турів Великою Британією. Pylon увійшов в UK albums chart під номером 16, ставши для гурту першим з 1994 року альбомом, що увійшов у UK Top 20 альбомів. 4 листопада 2016 року гурт відіграв разовий концерт у Brixton Academy в Лондоні.

## Музичний стиль
Гурт називав власне звучання «напруженою музикою». В свою чергу, співзасновник Killing Joke Фергюсон, називав його як «"звук блювоти землі". Я не зовсім впевнений, чи варто ображатися на питання "Панк ми чи ні", бо я любив панк-рок — яким ми не були. І я думаю, що наш вплив був поза межами панку. Очевидно, що перед панком був Led Zeppelin, Black Sabbath та ще й King Crimson — це все те, що вплинуло на мене як на музиканта; а інші хлопці сказали б інші речі, але я впевнений, що всі ці гурти були частиною їх історії також.»
Стиль співу Коулмана пов’язують з Леммі (Lemmy) із Motörhead, що інколи виражає «страхітливий рик». В його голосі відчувається відгук небезпеки. У першій частині своєї кар'єри Коулман також грав на клавішних, додаючи до свого співу атональні електроні звуки для створення тривожної атмосфери.
Стиль Джорді є металевим та холодним. Відповідно до критика Саймона Рейнольдса (Simon Reynolds): Джорді запозичив звучання Кіта Лавена (Keith Levene) з PiL і вивів його на якийсь інший рівень, майже нелюдський та екстремальний. Фергюсон грає на племінних ударних, які можна порівняти з ранніми Siouxsie and the Banshees. Коулман на початку 1980-х заявляв, що Фергюсон прислухався до них.
Що стосується структури пісень Killing Joke, то музичний критик Кріс Нідс (Kris Needs) зазначав, що «приспіви складаються переважно з повторюваних назв пісень».

## Вплив
Killing Joke надихали артистів різних жанрів. Вони були взірцем для таких важких рок-груп, як Metallica і Soundgarden. Metallica створила кавер на пісню "The Wait", а фронтмен Джеймс Гетфілд вибрав Коулмана як одного зі своїх улюблених співаків. Гурт Soundgarden наводив Killing Joke як одного з провідних об'єктів для наслідування на початку власної кар'єри. 1993 року гурт Helmet випустив кавер на пісню "Primitive". Всім членам Faith No More подобався Killing Joke, якого вони нагородили епітетом "величний". Стиль гри Джорді (що використовував металевий звук, змішаний з мерехтливим ефектом Хоруса), за словами Білла Яновича (Bill Janovitz) з Allmusic, надихнув Курта Кобейна з Нірвани 1997 року гурт Foo Fighters (створений колишнім ударником з Nirvana Дейвом Гролом) випустив кавер на пісню Killing Joke "Requiem". Металевий гурт Fear Factory записав в 2005 році "Millenium". Jane's Addiction стверджує, що Killing Joke мав на них вплив: перкусійні партії надихнули співака Перрі Фаррелла (Perry Farrell), а їхній "groove" вплинув на барабанщика Метта (Matt).
Гурт надихнув чимало індустріальних команд, включаючи Nine Inch Nails та Ministry. Лідер Nine Inch Nails Трент Резнор (Trent Reznor), зазначав, що мав інтерес до їх ранніх робіт;та що вивчав їхню музику.  Аль Джоргенсен (Al Jourgensen) з Ministry визначив себе як "великого шанувальника" Kiling Joke. Джастін Бродрік (Justin Broadrick) з Godflesh перебував під надзвичайним впливом від їхніх ранніх платівок, які містили даб версії.
Вплив гурту також згадують виконавці альтернативної музики, такі як My Bloody Valentine і LCD Soundsystem. Шугейзинг гітарист і композитор Кевін Шілдс (Kevin Shields) з гурту My Bloody Valentine згадував Kiling Joke і надав високу оцінку конкретно майстерності Джорді, яку він описав словами: «це ненапружена гра, що виробляє демонічне звучання». У 2002 році Джеймс Мерфі (James Murphy) з танцювальної панк-групи LCD Soundsystem використовував музику з "Change" для свого дебютного синглу "Losing My Edge".

## Дискографія
Студійні альбоми
- Killing Joke (1980)
- What's THIS For...! (1981)
- Revelations (1982)
- Fire Dances (1983)
- Night Time (1985)
- Brighter Than a Thousand Suns (1986)
- Outside the Gate (1988)
- Extremities, Dirt and Various Repressed Emotions (1990)
- Pandemonium (1994)
- Democracy (1996)
- Killing Joke (2003)
- Hosannas from the Basements of Hell (2006)
- Absolute Dissent (2010)
- MMXII (2012)
- Pylon (2015)